# Merak
Merak (β Ursae Majoris / β UMa / 48 Ursae Majoris) es una estrella en la constelación de la Osa Mayor. Aún ostentando la denominación de Bayer «Beta», es solo la quinta estrella más brillante de la constelación, siendo su magnitud aparente +2.34.
Merak es una estrella familiar para los observadores del hemisferio norte como estrella «apuntadora», llamada así porque al extender la línea que la une con la cercana Dubhe (α Ursae Majoris), se llega a Polaris, la estrella polar.

## Nombre
El nombre de Merak, también escrito como Mirak, proviene del árabe maraqq (‘lomos’) por su posición en el cuerpo de la osa.
En la antigua Grecia puede haber sido conocida como Helike, uno de los nombres por el que era conocida la totalidad de la Osa Mayor. En China se la llamaba Tien Seuen, (‘esfera armilar’), mientras que para los hindúes era Pulaha, uno de los siete Rishis.

## Características físicas
Al igual que el Sol, Merak es una estrella de la secuencia principal, aunque más grande y caliente que este. De tipo espectral A1V, tiene una temperatura de 9000 K, brillando con una luminosidad 69 veces mayor que la solar. Con una masa 2.7 veces mayor que la del Sol, su edad se estima en 300 millones de años. Hay evidencia de que Merak, al igual que Vega o Fomalhaut, está rodeada por un disco de polvo, de un tamaño similar a la órbita de Saturno. Las partículas de polvo que lo forman tienen una temperatura de varios cientos de kelvin, semejante a la encontrada en nuestro sistema planetario. Aunque no se han descubierto planetas orbitando a Merak, la presencia de polvo indica que éstos pueden existir o pueden estar en proceso de formación.
Situada a 79 años luz del sistema solar, Merak forma parte de la asociación estelar de la Osa Mayor.